# Jostedalsbreen
A Jostedalsbreen a kontinentális Európa legnagyobb gleccsere. Norvégiában, Sogn og Fjordane megyében található. A Jostadelsbreen gleccsert Luster, Sogndal, Jølster és Stryn települések határolják. A környéken a legmagasabb pont a 2083 méter magas Lodalskåpa.
A Jostedalsbreen gleccser 487 négyzetkilométeres területen helyezkedik el. Legmagasabb pontja az 1957 méter magas Høgste Breakulen. A gleccsernek mintegy 50 ága van, többek közt a Nigardsbreen és a Tunsbergdalsbreen Jostedalban, a  Briksdalsbreen Olden mellett, a Bøyabreen Fjærland közelében, a Kjenndalsbreen és a Tindefjellbreen Loen mellett és az Austerdalsbreen. Ezek közül a két legfőbb ág a Bøyabreen és a Nigardsbreen, mind a kettő 300 méteres tengerszint feletti magasságon találhatóak.
A gleccser legkeskenyebb pontján 600 méternyire szűkül össze. A Jostedalsbreen 60 kilométer hosszú és területének mintegy fele az 1991-ben alapított 1310 négyzetkilométernyi területet magába foglaló nemzeti park része. A gleccser létrejöttét és fennmaradását inkább a régióban lehulló bőséges hómennyiségnek köszönheti, semmint a hideg időjárási viszonyoknak.
2006-ban a Briksdalsbreen ág több, mint 50 méternyit vesztett hosszából az intenzív olvadás következtében. A legújabb mérések alapján a Briksdalsbreen gleccserág azóta 146 métert veszített hosszából és közel áll ahhoz, hogy elszakadjon a felső jégtakarótól, amely következtében leállhatna a gleccser mozgása.

## Fordítás
Ez a szócikk részben vagy egészben  a   Jostedalsbreen című angol Wikipédia-szócikk ezen változatának fordításán alapul.  Az eredeti cikk szerkesztőit annak laptörténete sorolja fel. Ez a jelzés csupán a megfogalmazás eredetét és a szerzői jogokat jelzi, nem szolgál a cikkben szereplő információk forrásmegjelöléseként.